# Cheiloneurus kerrichi
Cheiloneurus kerrichi är en stekelart som beskrevs av Hayat, Alam och Agarwal 1975. Cheiloneurus kerrichi ingår i släktet Cheiloneurus och familjen sköldlussteklar. Inga underarter finns listade i Catalogue of Life.